# Thông Thiền
Thông Thiền (zm. 1228) – wietnamski mistrz thiền ze szkoły vô ngôn thông.

## Życiorys
Pochodził z wioski Ốc w An La. Jego rodzinne nazwisko to Đặng.
Początkowo razem z Thầnem Nghi praktykował u mistrza Thườnga Chiếu oraz usługiwał mu. Pewnego dnia wszedł do prywatnego pokoju Thườnga Chiếu i poprosił o nauki. Powiedział: "Jak mogę urzeczywistnić Dharmę Buddy?" Thường Chiếu powiedział: "Dharma Buddy nie jest do urzeczywistnienia. Jak ona może być czymś, co urzeczywistniasz? Buddowie kultywowali wszystkie dharmy, ale żadnej nie osiągali." Po tych słowach Thông Thiền osiągnął oświecenie.
Po jakimś czasie powrócił do swojej rodzinnej wioski i zamieszkał w świątyni Lường Pháp. Miał wielu uczniów.
Zmarł w siódmym miesiącu czwartego roku. mậu tí, okresu Kiến Trung, czyli w roku 1228, za panowania cesarza Trầna Tháia Tônga (1225–1258). 

## Linia przekazu Dharmy zen
Pierwsza liczba oznacza liczbę pokoleń mistrzów od 1 Patriarchy indyjskiego Mahakaśjapy.
Druga liczba oznacza liczbę pokoleń od 28/1 Bodhidharmy, 28 Patriarchy Indii i 1 Patriarchy Chin.
Trzecia liczba oznacza początek nowej linii przekazu w danym kraju.
- 33/6. Huineng (638-713)
  - 34/7. Nanyue Huairang (677-744) szkoła hongzhou
    - 35/8. Mazu Daoyi (707-788)

  - 36/9. Baizhang Huaihai (720-814)
    - 37/10/1. Vô Ngôn Thông (759-826) Wietnam - szkoła vô ngôn thông
      - 38/11/2. Cảm Thành (zm. 860)
        - 39/12/3. Thiện Hội (zm. 900)
          - 40/13/4. Vân Phong (zm. 956)
            - 41/14/5. Khuông Việt (933-1011)
              - 42/15/6. Đa Bảo (zm. po 1028)
                - 43/16/7. Định Hương (zm. 1051)
                  - 44/17/8. Viên Chiếu (999-1090)
                    - 45/18/9. Thông Biện (zm. 1134)
                      - 46/19/10. Biện Tâi (bd)
                      - 46/19/10. Đạo Huệ (zm. 1173)
                        - 47/20/11. Tịnh Lực (1112–1175)
                        - 47/20/11. Trí Bảo (zm. 1190)
                        - 47/20/11. Trường Nguyên (1110–1165)
                        - 47/20/11. Minh Trí (zm. 1196)
                          - 48/21/12. Quảng Nghiêm (1122–1190
                            - 49/22/13. Thường Chiếu (zm. 1203)
                              - 50/23/14. Thông Thiền (zm. 1228) laik
                                - 51/24/15. Tức Lự (bd)
                                  - 52/25/16. Ứng Vương (bd) laik

                              - 50/23/14. Thần Nghi (zm. 1216)
                                - 51/24/15.. Ẩn Không (bd)

                        - 47/20/11. Tín Học (zm. 1190)
                        - 47/20/11. Tịnh Không (1091–1170)
                        - 47/20/11. Dại Xả (1120–1180)

                  - 44/17/8. Cứu Chỉ
                  - 44/17/8. Bảo Tính (zm. 1034)
                  - 44/17/8. Minh Tâm (zm. 1034)

                - 43/16/7. Thiền Lão
                  - 44/17/8. Quảng Trí
                    - 45/18/9. Mãn Giác (1052–1096)
                      - 46/19/10. Bổn Tịnh (1100–1176)

                    - 45/18/9. Ngộ Ấn (1020–1088)